# جائزة دبرتسن للطب الجزيئي
جائزة دبرتسن للطب الجزيئي هي جائزة تمنحها كلية الطب بجامعة دبرتسن المجرية. أُسست سنة 2003، وتهدف إلى تكريم أصحاب الإنجازات المتميزة في مجال الطب الحيوي، الذين يجري اختيارهم باقتراع سري يحق المشاركة فيه لجميع أساتذة كلية طب جامعة دبرتسن. تُقدم الجائزة سنويًا، وتبلغ قيمتها 10 آلاف يورو.

## الفائزون بالجائزة
- 2003: كريغ فينتر
- 2004: فيليب كوهين
- 2005: توماس والدمان
- 2006: رالف ستاينمان
- 2007: ألان فيشر
- 2008: بروس سبيغلمان
- 2009: آكسل أولرخ
- 2010: يوسف ياردن
- 2011: السير سلفادور مونكادا
- 2012: شيغيكازو ناغاتا
- 2013: دونالد بيرس
- 2014: السير ستيفن أورايلي
- 2015: كارل جون
- 2016: مايكل هول
- 2017: فرانتس-أولريش هارتل